# 普吕奈
普吕奈（法語：Prunay，法語發音：[pʁynɛ]）是法国马恩省的一个市镇，位于该省北部偏西，属于兰斯区。

## 地理
普吕奈（49°11'49"N, 4°11'2"E）面积18.41 平方千米，位于法国大東部大區马恩省，该省份为法国东北部内陆省份，北起阿登省，西北接埃纳省，西南接塞纳-马恩省，南至奥布省，东南接上马恩省，东临默兹省。
与普吕奈接壤的市镇（或旧市镇、城区）包括：韦勒河畔博蒙、贝讷-诺鲁瓦、诺让拉贝斯、皮雪、锡勒里、瓦勒德韦勒、韦尔泽奈。

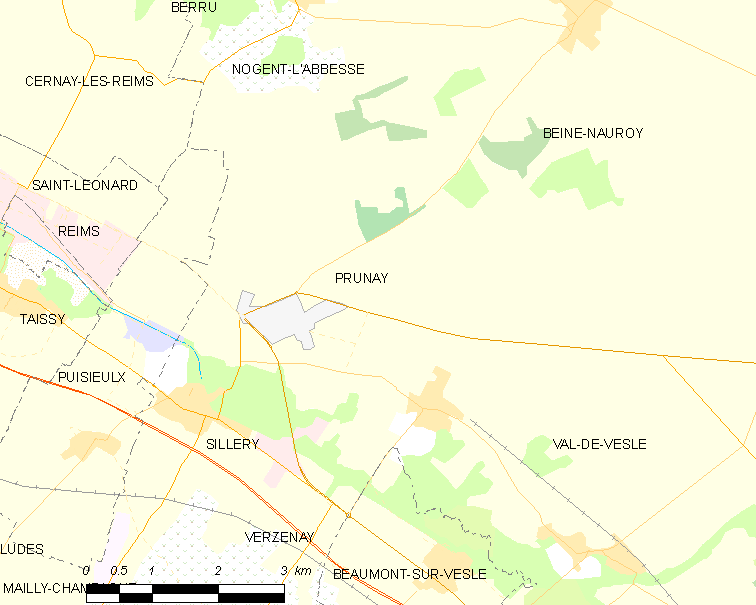
普吕奈的OSM定位图

普吕奈的时区为UTC+01:00、UTC+02:00（夏令时）。

## 行政
普吕奈的邮政编码为51360，INSEE市镇编码为51449。

## 政治
普吕奈所属的省级选区为兰斯第八县。

## 人口

1962-2008年间普吕奈人口变化图示

普吕奈于2022年1月1日时的人口数量为1032人。